# Campeonato Abierto de Polo del Hurlingham Club

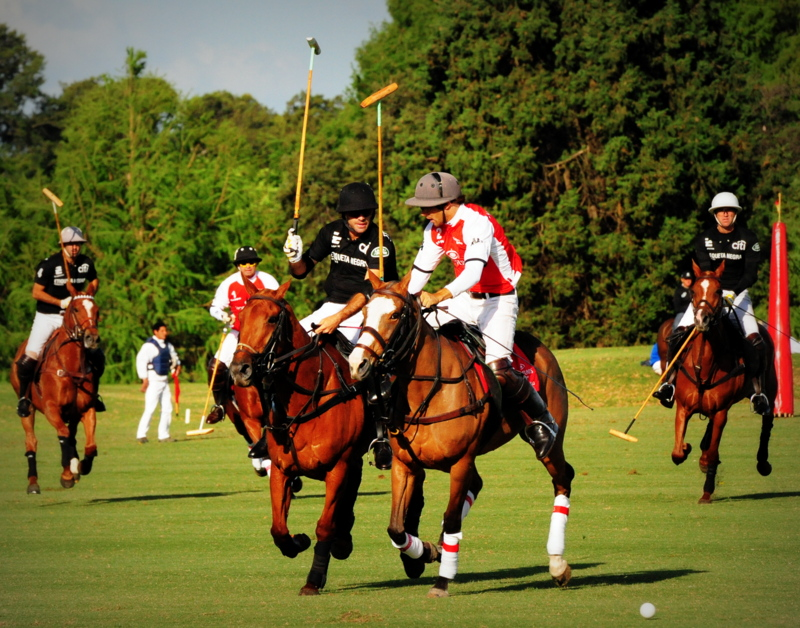
Campeonato Abierto de Polo del Hurlingham Club.

Das Campeonato Abierto de Polo del Hurlingham Club, kurz Hurlingham Open,  wird seit 1893 ausgetragen. Es ist eines der weltweit ältesten Polo-Turniere und das zweitwichtigste Polo-Turnier nach der Argentine Open.
Es findet Ende Oktober bis Anfang November im Hurlingham Club, in der 60.000-Einwohner-Stadt Hurlingham, im Großraum Buenos Aires, statt. Es ist im Kalender das zweite Turnier der Triple Corona des argentinischen Polos.
Teilnehmen können acht Teams mit einem Team-Handicap von 28 bis 40. Qualifiziert sind die sechs Teams, die im Abierto de Polo de Tortugas Country Club gespielt haben.
In einer Qualifikationsrunde mit vier Mannschaften werden weitere Startplätze an die zwei Siegerteams vergeben. Diese zwei Teams erhalten auch Startplätze für die Argentine Open.
Das siegreiche Team der Campeonato Abierto de Polo del Hurlingham Club erhält den Ayrshire Cup. Den John Ravenscroft Cup erhält der Vize-Champion.

## Finalspiele
| Jahr | Ausgabe | Champion                  | Resultat | Vizechampion                  |
| ---- | ------- | ------------------------- | -------- | ----------------------------- |
| 2022 | 129     | La Dolfina                | 13 - 12  | La Irenita                    |
| 2021 | 128     | La Natividad              | 14 - 8   | RS Murus Sanctus              |
| 2020 | 127     | Ellerstina Johor          | 16 - 11  | RS Murus Sanctus              |
| 2019 | 126     | La Dolfina Sancor Seguros | 16 - 13  | Ellerstina Johor              |
| 2018 | 125     | Ellerstina Johor          | 12 - 11  | La Dolfina Sancor Seguros     |
| 2017 | 124     | Ellerstina Johor          | 16 - 14  | Alegría Land Rover            |
| 2016 | 123     | Ellerstina Johor          | 10 - 9   | La Dolfina Sancor Seguros     |
| 2015 | 122     | La Dolfina Sancor Seguros | 15 - 14  | Ellerstina Piaget             |
| 2014 | 121     | La Dolfina Hope Funds     | 18 - 15  | Ellerstina Piaget             |
| 2013 | 120     | La Dolfina Hope Funds     | 18 - 16  | Ellerstina Piaget             |
| 2012 | 119     | La Dolfina Hope Funds     | 18 - 11  | Ellerstina Citi               |
| 2011 | 118     | La Dolfina Dubai          | 19 - 18  | Ellerstina Etiqueta Negra     |
| 2010 | 117     | Ellerstina Etiqueta Negra | 19 - 13  | La Dolfina Peugeot            |
| 2009 | 116     | Ellerstina Etiqueta Negra | 14 - 12  | La Aguada Tupungato Winelands |
| 2008 | 115     | La Aguada Arelauquen      | 15 - 14  | Pilará Piaget                 |
| 2007 | 114     | Ellerstina Etiqueta Negra | 15 - 12  | La Dolfina Jaeger Lecoultre   |
| 2006 | 113     | La Dolfina Show Match     | 10 - 9   | La Aguada Telmex              |
| 2005 | 112     | Ellerstina Etiqueta Negra | 15 - 11  | La Aguada Telmex              |
| 2005 | 112     | Ellerstina Etiqueta Negra | 15 - 11  | La Aguada Telmex              |
| 2004 | 111     | Indios Chapaleufú         |          |                               |
| 2003 | 110     | La Aguada                 |          |                               |
| 2002 | 109     | La Dolfina                |          |                               |
| 2001 | 108     | La Dolfina                |          |                               |
| 2000 | 107     | La Dolfina                |          |                               |
| 1999 | 106     | Ellerstina                |          |                               |
| 1998 | 105     | Indios Chapaleufú         |          |                               |